# Altdorf (Schaffhausen)
Altdorf és un municipi del cantó de Schaffhausen (Suïssa). Aquest municipi, juntament amb Bibern, Hofen i Opfertshofen van ser units pel municipi de Thayngen el dia 1 de gener de 2009.